# Eatonina maculosa
Eatonina maculosa är en snäckart som beskrevs av Winston F. Ponder 1965. Eatonina maculosa ingår i släktet Eatonina och familjen Cingulopsidae. Inga underarter finns listade i Catalogue of Life.